# Olaratumab
L’olaratumab (nom commercial : Lartruvo) est un anticorps monoclonal  en cours d’évaluation pour le traitement de tumeurs solides. Il est dirigé contre le platelet-derived growth factor receptor alpha.

## Utilisation médicale
L’olaratumab est utilisé en association avec la doxorubicine pour traiter les sarcomes des tissus mous qui ne peuvent être traités par la chirurgie ou par la radiothérapie, et qui n'ont pas été précédemment traités avec la doxorubicine.
Dans un essai de phase II, l'association de l’olaratumab et de la doxorubicine améliore la survie globale dans ce type de sarcome. Cette efficacité n'a cependant pas pu être confirmée dans une étude de phase III.

## Interactions
L'étude pharmacocinétique n'a pas montré  d'interactions avec la doxorubicine. Étant un anticorps monoclonal, l’olaratumab n’est ni métabolisé par le cytochrome P450 enzymes hépatiques[pas clair], ni transporté par des pompes transmembranaires ; il n'y a pas de raison qu’il interagisse avec d'autres médicaments.

## Pharmacologie

### Mécanisme d'action
L’olaratumab inhibe la croissance des cellules cancéreuses en bloquant la sous-unité alpha du platelet-derived growth factor receptor, un type de tyrosine kinase.

## Histoire
L’olaratumab a été développé à l'origine par ImClone Systems, qui a été acquis par Eli Lilly en 2008. Un essai clinique de phase I a été réalisé au Japon en septembre 2010, suivi par un essai de phase II portant sur 133 patients, à partir d'octobre 2010.
En février 2015, l'Agence européenne des médicaments a attribué à l’olaratumab le statut de médicament orphelin pour le traitement du sarcome des tissus mous. La Commission européenne a accordé un sursis d'autorisation de mise sur le marché, sur la base des résultats de l’étude de phase II, valable dans toute l'Union européenne, le 9 novembre 2016.